# شعية جونسونية
شعية جونسونية (الاسم العلمي:Actinomyces johnsonii) هي نوع من البكتيريا يتبع جنس الشعية الفطرية من فصيلة شعاوية.